# David Scheller
David Scheller (ur. 12 października 1972 w Monachium) – niemiecki aktor. 

## Życiorys
W latach 1989–93 uczęszczał do Zinner Studio München. Od początku lat dziewięćdziesiątych pojawiał się w wielu niemieckich produkcjach telewizyjnych i filmowych, a także udział w kilku filmach międzynarodowych jak Ekstremiści (Extreme Ops, 2002) czy Fay Grim (2007). Odgrywa często wątpliwych facetów lub przestępców. Osiedlił się w Berlinie.

## Filmografia

### Filmy fabularne
- 1992: Geteilte Nacht jako Katrin
- 2000: Kanak Attack jako Kemal
- 2001: Z miłością nie wygrasz (Herz über Kopf) jako Ben
- 2001: Solange wir lieben jako Razor
- 2002: Ekstremiści (Extreme Ops) jako Slavko
- 2003: Przegraj swoją młodość (Verschwende deine Jugend) jako nabywca auta
- 2003: Yu jako Alex
- 2005: Katze im Sack jako Sandro
- 2005: Stadt als Beute jako Ohboy
- 2005: Masz na imię Justine jako Jurij
- 2006: 3° kälter jako Rene
- 2006: Gdzie jest Fred? (Wo ist Fred?) jako Zlatko
- 2007: Neben der Spur jako diler
- 2007: Das Wilde Leben jako Dieter Bockhorn
- 2008: Ostatni Samarytanin (The Lost Samaritan) jako Trevor Devlin
- 2008: Morgen räum' ich auf (TV) jako Obdachloser
- 2010: Czas zmienia cię (Zeiten ändern Dich) jako diler

### Seriale TV
- 1992: Marienhof (Pensjonatodc. Videos) jako aktor
- 1994: Tatort (Miejsce zbrodni)(odc. Klassen-Kampf) jako aktor
- 2001: Tatort (Miejsce zbrodni)(odc. Fette Krieger) jako Rokko
- 2002: Schimanski (odc. Tödliche Liebe) jako aktor
- 2002: Tatort (Miejsce zbrodni)(odc. Totentanz) jako Axel Kolb
- 2003: Telefon 110 (Polizeiruf 110-odc. Abseitsfalle) jako aktor
- 2005: Wachta (Die Wache-odc. Unter Verdacht) jako Rudan
- 2005: Orzeł (Ørnen: En krimi-odyssé (odc. Kodenavn: Kronos - Del 10) jako Robbie
- 2005: Nachtschicht (odc. Tod im Supermarkt) jako Mabuse
- 2006: SK Kölsch (odc. Haupt verschwindet) jako Matthias Rapp
- 2006: Die Familienanwältin (odc. Ramba Zamba) jako Udo Schülling
- 2006: Tatort (Miejsce zbrodni)(odc. Das letzte Rennen) jako gangster
- 2007: Pastewka (odc. Der Tricorder) jako aktor
- 2008: Großstadtrevier (odc. Al dente) jako Christo
- 2009: Wilsberg (odc. Oh du tödliche...) jako Lothar
- 2009: Komisarz Laurenti (Commissario Laurenti-odc. Totentanz) jako Coco
- 2009: Tatort (Miejsce zbrodni)(odc. Platt gemacht) jako Django
- 2010: Tatort (odc. Der Fluch der Mumie)
- 2010: Tatort (odc. Die Heilige) jako Marco Haas
- 2012: Tatort (odc. Es ist böse) jako Christian Rusnak
- 2013: Tatort (odc. Willkommen in Hamburg) jako Orhan
- 2014: Kobra – oddział specjalny (odc. Bez kontaktu/Tote kehren nicht zurück) jako Spike